# Artabotrys stolonifer
Artabotrys stolonifer är en kirimojaväxtart som beskrevs av Adolph Daniel Edward Elmer. Artabotrys stolonifer ingår i släktet Artabotrys och familjen kirimojaväxter. Inga underarter finns listade i Catalogue of Life.